# Aaron Schroeder
Aaron Harold Schroeder (Brooklyn, 7 settembre 1926 – Englewood, 2 dicembre 2009) è stato un cantautore e produttore discografico statunitense.

## Biografia
Nato a Brooklyn, è diventato membro della ASCAP nel 1948.
Ha scritto diciassette canzoni per il celebre cantante statunitense Elvis Presley, tra cui vi sono A Big Hunk o' Love, Good Luck Charm, I Got Stung, Stuck on You e It's Now or Never. Spesso ha lavorato "a quattro mani" con Wally Gold.
Nei primi anni '60 ha fondato l'etichetta discografica Musicor Records, che ha lanciato Gene Pitney con il brano It Hurts to Be in Love. Schroeder è il produttore anche del brano Town Without Pity, vincitore del Golden Globe per la migliore canzone originale nel 1961.
Si è sposato con Abby Steinberg nel 1967.
È deceduto nel 2009 all'età di 83 anni in New Jersey.